# 1353
Cette page concerne l'année 1353  du calendrier julien. Pour l'année 1353 av. J.-C., voir 1353 av. J.-C.
L'année 1353 est une année commune qui commence un mardi.

## Événements
- Mars : Ibn Battuta atteint Tombouctou[1].

- Ibn Battuta mentionne Idris, roi (maï) du Bornou qui ne montre jamais son visage[2].
- Fondation du royaume indépendant de Lan Xang (pays du « Million d’éléphants »), le futur Laos, par le prince lao, Phraya Fa Ngum[3]. La capitale est fixée à Luang Prabang.

### Europe
- 6 mars : le canton de Berne se joint à la Confédération des VIII cantons[4]. La Ligue Éternelle Suisse comprend huit cantons.
- 26 avril : mort de Siméon le Superbe de la peste[5]. Son testament conseille à ses héritiers d’obéir au futur métropolite Alexis Plechtchéev. Début du règne de son frère Ivan II Ivanovitch le doux (1326-1359), grand prince de Moscou. Il continue la politique d’expansion avec l’aide du métropolite Alexis.
- 3 juin : mariage à Valladolid de Pierre le Cruel avec Blanche de Bourbon. Le roi de Castille abandonne son épouse dès le lendemain et la jette en prison[6]. L'échec de cette union fait tomber en disgrace João Afonso de Albuquerque qui prend la tête de la rébellion en Castille aux côtés des demi-frères du roi, Henri de Trastamare et Fadrique de Castille.
- 29 août : bataille d'Alghero ou de la Loiera[7]. Défaite navale de l'amiral génois Antonio Grimaldi contre Venise et l'Aragon au large de Cagliari. Gênes, qui n'est plus ravitaillée par la mer, se tourne vers l'archevêque de Milan.
- 23 septembre[8] : les Statute of Praemunire, votés par le Parlement anglais, interdisent aux sujets anglais de recourir à une justice étrangère (en particulier à celle de la Papauté, alors transférée à Avignon).
- 10 octobre[9] : la république de Gênes se place sous la protection du milanais Giovanni Visconti. Guillaume, marquis de Pallavicini, devient doge.
- 20 octobre : traité de commerce entre l’Angleterre et les ports de Lisbonne et de Porto[10].

- La Finlande suédoise devient un duché[11].
- Les Ottomans prennent pied en Europe, dans le fort de Jinbi sur la côte de l'Hellespont[12].